# Sidney Cartwright
Sidney Cartwright (sinh ngày 16 tháng 7 năm 1910) là một cầu thủ bóng đá người Anh thi đấu cho Arsenal. Arsenal vô địch giải First Division cũ ở mùa giải 1937-38 nhưng ông chỉ có 6 lần ra sân trong toàn bộ mùa giải.